# مارک ایروین (ترانه‌سرا)
مارک ایروین (انگلیسی: Mark Irwin؛ زادهٔ) ترانه‌نویس اهل ایالات متحده آمریکا است. وی از سال ۱۹۸۹ میلادی تاکنون مشغول فعالیت بوده‌است.